# Suede (álbum)
Suede é o álbum de estreia da banda homónima, lançado a 29 de Março de 1993. 
O disco foi incluído no livro 1001 Albums You Must Hear Before You Die. De acordo com Nielsen SoundScan, este é o álbum da banda que mais vendeu nos Estados Unidos, cerca de 105 mil cópias.

## Faixas
Todas as faixas por Brett Anderson e Bernard Butler.
1. "So Young" – 3:38
2. "Animal Nitrate" – 3:27
3. "She's Not Dead" – 4:33
4. "Moving" – 2:50
5. "Pantomime Horse" – 5:49
6. "The Drowners" – 4:10
7. "Sleeping Pills" – 3:51
8. "Breakdown" – 6:02
9. "Metal Mickey" – 3:27
10. "Animal Lover" – 4:17
11. "The Next Life" – 3:32